# در جنگل: تعطیلات دوستانه
در جنگل: تعطیلات دوستانه (انگلیسی: In the Soop: Friendcation; کره‌ای: 인더숲우정여행) یک ریلتی شوی محصول کره جنوبی ساخته شده توسط هایب کورپوریشن است و اسپین‌آف در جنگل به‌شمار می‌رود. در این برنامه پیک‌بوی، پارک سو جون، چوی وو شیک، پارک هیونگ شیک و وی از بی‌تی‌اس حضور داشتند. در جنگل: تعطیلات دوستانه از ۲۲ ژوئیه ۲۰۲۲ در جی‌تی‌بی‌سی و پلتفرم استریم دیزنی پلاس پخش شد. قسمت‌های آن در ابتدا در جی‌تی‌بی‌سی ساعت ۲۱:۰۰ (کی‌اس‌تی) از جی‌تی‌بی‌سی پخش شد و دو ساعت بعد در دیزنی پلاس در دسترس قرار گرفت. قسمت پایانی در ۱۲ اوت پخش شد.